# Мэшап (литература)
Мэша́п (англ. Mashup — смешение) — жанр литературы, в основе которого лежит интеграция классического произведения или исторического сюжета с фантастическими элементами. Основные сюжетные линии и стилистика произведения при этом сохраняются, но видоизменяются из-за внедрения в повествование таких фантастических фигур, как вампиры, оборотни, зомби, демоны или роботы.
Книга Сета Грэма-Смита «Гордость и предубеждение и зомби», в которой скомбинированы классический роман Джейн Остин «Гордость и предубеждение» с элементами фантастического романа о зомби, стала самой знаменитой и успешной работой в этом жанре, породив плеяду подражателей. Другим известным романом этого жанра является «Авраам Линкольн: Охотник на вампиров».
Термин «мэшап» первоначально возник в области компьютеров и музыки. Как написал Адам Коген в редакторской колонке газеты New York Times о книге «Гордость и предубеждение и зомби»: «Идея скомпоновать два источника информации в новый продукт берёт своё начало из мира техники (на ум приходят музыкальные ремиксы) и всё шире распространяется в другие области — включая книгоиздательство».

## Черты жанра
Жанр мэшап основан на принципе заимствования, не чуждом для мировой литературы. В этом контексте наблюдается связь с постмодернизмом, где вторичность и заимствование являются осознанной позицией. Авторы произведений в жанре мэшап переносят героев классических произведений или реальных исторических персонажей в условия фантастического романа, где фигурируют зомби, вампиры и другие популярные медийные образы. При этом авторское повествование стилизуется под оригинал. Таким образом, известное произведение проходит через деконструкцию, «обновляется», обретая новые смыслы.

## Произведения
- Сет Грэм-Смит — «Гордость и предубеждение и зомби»
- Бен Х. Уинтерс — «Чувства и чувствительность и Морские чудища», «Андроид Каренина»
- Стив Хокенсмит — «Гордость и предубеждение и зомби: Рассвет ужаса»
- Вера Назариан — «Мэнсфилд Парк и мумии», «Нортенгерское аббатство и ангелы и драконы»
- Уэйн Джозефсон — «Эмма и вампиры»
- Билл Чолгош — «Приключениях Гекльберри Финна и зомби Джима»
- Шерри Браунинг Ирвин — «Джейн Слэйр»
- Портер Грэнд — «Маленькие женщины и оборотни»
- Линн Мессина — «Маленькие вампирские женщины»
- Аманда Грэйнд — «Мистер Дарси, вампир»
- А.Э. Мурэт — «Королева Виктория: Охотница на демонов»
- Татьяна Королёва — «Тимур и его команда и вампиры»
- Камиль Смялковский - "Канун весны живых трупов"
- Конрад Левандовский - "Фараон вампиров"
- Андрей Белянин — «Вампирея капитана Блада»